# Vero Beach
Vero Beach is een plaats (city) in de Amerikaanse staat Florida, en valt bestuurlijk gezien onder Indian River County.

## Demografie
Bij de volkstelling in 2000 werd het aantal inwoners vastgesteld op 17.705.
In 2006 is het aantal inwoners door het United States Census Bureau geschat op 16.939, een daling van 766 (-4.3%).

## Geografie
Volgens het United States Census Bureau beslaat de plaats een oppervlakte van
33,5 km², waarvan 28,7 km² land en 4,8 km² water. Vero Beach ligt op ongeveer 4 m boven zeeniveau.

## Geboren
- Jamie Buckingham (1932-1932), voorganger en schrijver
- Scott McAllister (1969), componist en muziekpedagoog
- Alison Mosshart (1978), muzikant, beeldend kunstenaar en auteur
- Priscilla Renea (1988), zangeres en songwriter

## Plaatsen in de nabije omgeving
De onderstaande figuur toont nabijgelegen plaatsen in een straal van 16 km rond Vero Beach.